# Petya Barakova
Petya Barakova (Петя Баракова en búlgaro) (18 de junio de 1994, Sofía) es una jugadora de voleibol de Bulgaria. Juega como colocadora. Su club actual es el Clubul Sportiv de Volei Alba-Blaj de Rumanía. Es internacional con la Selección femenina de voleibol de Bulgaria.
Participó en la Liga Europea de Voleibol femenina de 2014, los Juegos Europeos de Bakú 2015, en el Campeonato Europeo de Voleibol Femenino de 2015, en el Campeonato Mundial de Clubes de la FIVB sub-23 y en los Grand Prix de Voleibol de 2015, 2016 y 2017.